# Owenia (zoologia)
Owenia Delle Chiaje, 1841 è un genere di anellidi policheti canalipalpati della famiglia Oweniidae.

## Specie
- Owenia collaris Hartman, 1955
- Owenia fusiformis Delle Chiaje, 1844